# Trifurcula sanctibenedicti
Trifurcula sanctibenedicti là một loài bướm đêm thuộc họ Nepticulidae, được Klimesch miêu tả khoa học lần đầu tiên năm 1979. Loài này phân bố ở Tây Ban Nha.
Sải cánh dài từ 5 đến 5.5 mm.
Bướm cái đẻ trứng trên lá của cây chủ. Ấu trùng ăn Bupleurum fruticescens.